# André du Saussay
André du Saussay, né à Paris en 1589 et mort à Toul le 9 septembre 1675, fut évêque de Toul de 1655 à 1675. 

## Biographie
André du Saussay est né à Paris en 1589. Il a publié en 1637 le Martyrologium Gallicanum.
Issu d'une famille modeste, il mena de brillantes études chez les jésuites. Entré dans les ordres, il montra une grande capacité pour la controverse. Dans ses écrits, Du Saussay se prononça en faveur de l’érection du siège épiscopal de Paris en archevêché, ce qui le fit bien venir de Jean-François de Gondi, premier archevêque. Ce prélat le nomma l’un de ses grands vicaires puis official de Notre-Dame de Paris. 
Après avoir été curé de l'église Saint-Leu-Saint-Gilles à Paris (rue Saint-Denis), il devint successivement protonotaire apostolique, conseiller, aumônier et prédicateur du roi.
Sa désignation comme évêque de Toul en 1649 n'est confirmée que le 11 octobre 1655. Il fut nommé grand vicaire le 2 janvier 1656 mais révoqué par le cardinal de Retz, archevêque de Paris, le 15 mai suivant. Il est consacré  le 16 juillet 1656 par Jacques Lescot évêque de Chartres.
Cet ancien élève des jésuites contribua à l'installation dans son diocèse des Chartreux, des Prémontrés, des Bénédictines du Saint-Sacrement et des Sœurs de Saint-Charles. C'est lui également qui introduisit à Rome, la cause de béatification de Saint Pierre Fourier. Le 21 juin 1675, Jacques de Fieux lui est désigné comme son coadjuteur mais il meurt à Toul dès 9 septembre 1675 avant que ce dernier ne soit confirmé.

## Source
- G. Jacquemet (dir.), Catholicisme hier aujourd’hui demain, vol. 13, Paris, 1993 [détail des éditions]